# ГЕС Аріміне II
ГЕС Аріміне II (有峰第二発電所) – гідроелектростанція в Японії на острові Хонсю. Знаходячись між ГЕС Аріміне I (вище по сточищу) та ГЕС Аріміне III (20 МВт), входить до складу однієї з гілок гідровузла, створеного на лівобережжі річки Джогандж, яка на східній околиці міста Тояма впадає до затоки Тояма (Японське море). 
Відпрацьована станцією Аріміне І вода подається у підвідний дериваційний тунель ГЕС Аріміне II, котрий веде з долини річки Вада до долини Кокучі (обидві є лівими притоками Джогандж). Тунель має довжину 5,9 км та діаметр 5 метрів і переходить у напірний водовід довжиною 0,43 км зі спадаючим діаметром від 4,6 до 3 метра. В системі також працює вирівнювальний резервуар висотою 64 метра з діаметром 15 метрів. 
Основне обладнання станції становить одна турбіна типу Френсіс потужністю 123 МВт (номінальна потужність станції рахується як 123 МВт), котра використовує напір у 189 метрів.